# Línea 525 (Interurbanos Madrid)
La línea 525 de la red de autobuses interurbanos de Madrid une el intercambiador de Príncipe Pío (Madrid) con Móstoles Sur a través de la M-50.

## Características
Hasta el 12 de enero de 2013 existió otra línea con la misma numeración, la cual unía Fuenlabrada y Móstoles pasando por el Hospital de Móstoles. La denominación de la línea era 525 Fuenlabrada - Móstoles (por Hospital). Fue fusionada con la línea 526.
La actual línea fue puesta en servicio el 23 de septiembre de 2024, uniendo los nuevos desarrollos del sur de Móstoles con la capital de forma exprés a través de la M-50.
La línea no mantiene los mismos horarios todo el año, desde el 1 de julio al 31 de agosto se reducen el número de expediciones los días laborables entre semana (sábados laborables, domingos y festivos tienen los mismos horarios todo el año), además de los días excepcionales vísperas de festivo y festivos de Navidad en los que los horarios también cambian y se reducen.
Está operada por Arriva Madrid mediante la concesión administrativa VCM-501 - Madrid – Batres (Viajeros Comunidad de Madrid) del Consorcio Regional de Transportes de Madrid.
Desde el miércoles 15 de enero de 2025, la línea se vio modificada como consecuencia del soterramiento del Paseo de Extremadura, acortando su recorrido hasta Cuatro Vientos, donde los autobuses del corredor 5 tendrán su cabecera provisional mientras duren las obras.

## Horarios

### 1 septiembre - 30 junio
| Lunes a viernes laborables              |                       |                       |                       |                       |                       |                       |                       |                       |                       |                       |                       |                       |                       |                       |                       |                       |                       |                       |                       |                       |                       |                       |                       |                       |                       |                       |                       |                       |                       |                       |                       |                       |                       |
| Madrid > Móstoles Sur                   | Madrid > Móstoles Sur | Madrid > Móstoles Sur | Madrid > Móstoles Sur | Madrid > Móstoles Sur | Madrid > Móstoles Sur | Madrid > Móstoles Sur | Madrid > Móstoles Sur | Madrid > Móstoles Sur | Madrid > Móstoles Sur | Madrid > Móstoles Sur | Madrid > Móstoles Sur | Madrid > Móstoles Sur | Madrid > Móstoles Sur | Madrid > Móstoles Sur | Madrid > Móstoles Sur | Madrid > Móstoles Sur | Móstoles Sur > Madrid | Móstoles Sur > Madrid | Móstoles Sur > Madrid | Móstoles Sur > Madrid | Móstoles Sur > Madrid | Móstoles Sur > Madrid | Móstoles Sur > Madrid | Móstoles Sur > Madrid | Móstoles Sur > Madrid | Móstoles Sur > Madrid | Móstoles Sur > Madrid | Móstoles Sur > Madrid | Móstoles Sur > Madrid | Móstoles Sur > Madrid | Móstoles Sur > Madrid | Móstoles Sur > Madrid | Móstoles Sur > Madrid |
| 07                                      | 08                    | 09                    | 10                    | 11                    | 12                    | 13                    | 14                    | 15                    | 16                    | 17                    | 18                    | 19                    | 20                    | 21                    | 22                    | 23                    | 06                    | 07                    | 08                    | 09                    | 10                    | 11                    | 12                    | 13                    | 14                    | 15                    | 16                    | 17                    | 18                    | 19                    | 20                    | 21                    | 22                    |
| 00 15 30 45                             | 00 15 30 45           | 00 15 30 45           | 00 15 30 45           | 00 15 30 45           | 00 15 30 45           | 00 15 30 45           | 00 15 30 45           | 00 15 30 45           | 00 15 30 45           | 00 15 30 45           | 00 15 30 45           | 00 15 30 45           | 00 15 25 40 55        | 10 25 40 55           | 10 25 40 55           | 10                    | 15 30 45              | 00 15 30 45           | 00 15 30 45           | 00 15 30 45           | 00 15 30 45           | 00 15 30 45           | 00 15 30 45           | 00 15 30 45           | 00 15 30 45           | 00 15 30 45           | 00 15 30 45           | 00 15 30 45           | 00 15 30 45           | 00 15 30 45           | 00 15 30 45           | 00 15 30 45           | 00 15 30              |
| Sábados laborables, domingos y festivos |                       |                       |                       |                       |                       |                       |                       |                       |                       |                       |                       |                       |                       |                       |                       |                       |                       |                       |                       |                       |                       |                       |                       |                       |                       |                       |                       |                       |                       |                       |                       |                       |                       |
| Madrid > Móstoles Sur                   | Madrid > Móstoles Sur | Madrid > Móstoles Sur | Madrid > Móstoles Sur | Madrid > Móstoles Sur | Madrid > Móstoles Sur | Madrid > Móstoles Sur | Madrid > Móstoles Sur | Madrid > Móstoles Sur | Madrid > Móstoles Sur | Madrid > Móstoles Sur | Madrid > Móstoles Sur | Madrid > Móstoles Sur | Madrid > Móstoles Sur | Madrid > Móstoles Sur | Madrid > Móstoles Sur | Madrid > Móstoles Sur | Móstoles Sur > Madrid | Móstoles Sur > Madrid | Móstoles Sur > Madrid | Móstoles Sur > Madrid | Móstoles Sur > Madrid | Móstoles Sur > Madrid | Móstoles Sur > Madrid | Móstoles Sur > Madrid | Móstoles Sur > Madrid | Móstoles Sur > Madrid | Móstoles Sur > Madrid | Móstoles Sur > Madrid | Móstoles Sur > Madrid | Móstoles Sur > Madrid | Móstoles Sur > Madrid | Móstoles Sur > Madrid | Móstoles Sur > Madrid |
| 07                                      | 08                    | 09                    | 10                    | 11                    | 12                    | 13                    | 14                    | 15                    | 16                    | 17                    | 18                    | 19                    | 20                    | 21                    | 22                    | 23                    | 06                    | 07                    | 08                    | 09                    | 10                    | 11                    | 12                    | 13                    | 14                    | 15                    | 16                    | 17                    | 18                    | 19                    | 20                    | 21                    | 22                    |
| 30                                      | 00 30                 | 00 30                 | 00 30                 | 00 30                 | 00 30                 | 00 30                 | 00 30                 | 00 30                 | 00 30                 | 00 30                 | 00 30                 | 00 30                 | 00 30                 | 00 30                 | 00 30                 | 00                    | 45                    | 15 45                 | 15 45                 | 15 45                 | 15 45                 | 15 45                 | 15 45                 | 15 45                 | 15 45                 | 15 45                 | 15 45                 | 15 45                 | 15 45                 | 15 45                 | 15 45                 | 15 45                 | 15                    |

### 1 julio - 31 agosto
| Todos los días        |                       |                       |                       |                       |                       |                       |                       |                       |                       |                       |                       |                       |                       |                       |                       |                       |                       |                       |                       |                       |                       |                       |                       |                       |                       |                       |                       |                       |                       |                       |                       |                       |                       |
| Madrid > Móstoles Sur | Madrid > Móstoles Sur | Madrid > Móstoles Sur | Madrid > Móstoles Sur | Madrid > Móstoles Sur | Madrid > Móstoles Sur | Madrid > Móstoles Sur | Madrid > Móstoles Sur | Madrid > Móstoles Sur | Madrid > Móstoles Sur | Madrid > Móstoles Sur | Madrid > Móstoles Sur | Madrid > Móstoles Sur | Madrid > Móstoles Sur | Madrid > Móstoles Sur | Madrid > Móstoles Sur | Madrid > Móstoles Sur | Móstoles Sur > Madrid | Móstoles Sur > Madrid | Móstoles Sur > Madrid | Móstoles Sur > Madrid | Móstoles Sur > Madrid | Móstoles Sur > Madrid | Móstoles Sur > Madrid | Móstoles Sur > Madrid | Móstoles Sur > Madrid | Móstoles Sur > Madrid | Móstoles Sur > Madrid | Móstoles Sur > Madrid | Móstoles Sur > Madrid | Móstoles Sur > Madrid | Móstoles Sur > Madrid | Móstoles Sur > Madrid | Móstoles Sur > Madrid |
| 07                    | 08                    | 09                    | 10                    | 11                    | 12                    | 13                    | 14                    | 15                    | 16                    | 17                    | 18                    | 19                    | 20                    | 21                    | 22                    | 23                    | 06                    | 07                    | 08                    | 09                    | 10                    | 11                    | 12                    | 13                    | 14                    | 15                    | 16                    | 17                    | 18                    | 19                    | 20                    | 21                    | 22                    |
| 30                    | 00 30                 | 00 30                 | 00 30                 | 00 30                 | 00 30                 | 00 30                 | 00 30                 | 00 30                 | 00 30                 | 00 30                 | 00 30                 | 00 30                 | 00 30                 | 00 30                 | 00 30                 | 00                    | 45                    | 15 45                 | 15 45                 | 15 45                 | 15 45                 | 15 45                 | 15 45                 | 15 45                 | 15 45                 | 15 45                 | 15 45                 | 15 45                 | 15 45                 | 15 45                 | 15 45                 | 15 45                 | 15                    |

## Recorrido y paradas
NOTA: Debido a las obras de soterramiento de la autovía A-5, las paradas sombreadas en rojo se encuentran fuera de servicio, desde el 15 de enero de 2025 hasta fin de obras.

### Sentido Móstoles Sur
| Código | Parada                                     | Común con                                                                                         | Conexiones con Metro y Cercanías | Municipio | Zona |
| ------ | ------------------------------------------ | ------------------------------------------------------------------------------------------------- | -------------------------------- | --------- | ---- |
| 17051  | Intercambiador de Príncipe Pío (dársena 2) |                                                                                                   | Príncipe Pío                     | Madrid    |      |
| 881    | Paseo de Extremadura-El Greco              | 36 39 65 511 512 513 514 516 518 521 522 523 524 528 534 538 539 541 545 546 547 548 551 581      |                                  | Madrid    |      |
| 892    | Campamento                                 | 36 39 495 511 512 513 514 516 518 521 522 523 524 528 534 538 539 541 545 546 547 548 551 573 581 | Campamento                       | Madrid    |      |
| 50050  | P.º Extremadura - Cuatro Vientos           | 495 511 512 513 514 516 517 518 521 522 523 524 528 534 538 539 551 560 581                       | Cuatro Vientos                   | Madrid    |      |
| 08376  | Ctra. A-5 - Museo del Aire y del Espacio   | 511 512 513 514 516 517 518 521 522 523 524 528 534 538 539 560                                   |                                  | Madrid    |      |
| 21243  | Av. ONU - C.º Leganés                      |                                                                                                   |                                  | Móstoles  |      |
| 21238  | Av. ONU - Nicaragua                        |                                                                                                   |                                  | Móstoles  |      |
| 19893  | Av. ONU - Sao Paulo                        | 1                                                                                                 |                                  | Móstoles  |      |
| 09711  | Av. ONU - Institutos                       | 1                                                                                                 |                                  | Móstoles  |      |
| 20508  | Av. ONU - Camino de Humanes                | 1                                                                                                 |                                  | Móstoles  |      |
| 20799  | C.º Humanes - Av. ONU                      | 524 4                                                                                             |                                  | Móstoles  |      |
| 20041  | Av. Vía Láctea - Acuario                   | 524 4                                                                                             |                                  | Móstoles  |      |
| 20043  | Av. Vía Láctea - Sagitario                 | 524 4                                                                                             |                                  | Móstoles  |      |
| 20045  | Av. Vía Láctea - Géminis                   | 524 4                                                                                             |                                  | Móstoles  |      |
| 20404  | Av. Vía Láctea - Aldebarán                 | 524                                                                                               |                                  | Móstoles  |      |

### Sentido Madrid
| Código | Parada                                     | Común con                                                                                  | Conexiones con Metro y Cercanías | Municipio | Zona |
| ------ | ------------------------------------------ | ------------------------------------------------------------------------------------------ | -------------------------------- | --------- | ---- |
| 20404  | Av. Vía Láctea - Aldebarán                 | 524                                                                                        |                                  | Móstoles  |      |
| 20046  | Av. Vía Láctea - Géminis                   | 524 4                                                                                      |                                  | Móstoles  |      |
| 20044  | Av. Vía Láctea - Sagitario                 | 524 4                                                                                      |                                  | Móstoles  |      |
| 20042  | Av. Vía Láctea - Acuario                   | 524 4                                                                                      |                                  | Móstoles  |      |
| 20798  | C.º Humanes - Av. ONU                      | 524 4                                                                                      |                                  | Móstoles  |      |
| 20507  | Av. ONU - Camino de Humanes                | 1                                                                                          |                                  | Móstoles  |      |
| 08612  | Av. ONU - Av. Estrella Polar               | 1                                                                                          |                                  | Móstoles  |      |
| 19894  | Av. ONU - Sao Paulo                        | 1                                                                                          |                                  | Móstoles  |      |
| 21239  | Av. ONU - Nicaragua                        |                                                                                            |                                  | Móstoles  |      |
| 21242  | Av. ONU - C.º Leganés                      |                                                                                            |                                  | Móstoles  |      |
| 08377  | Ctra. A-5 - Museo del Aire y del Espacio   | 511 512 513 514 516 517 518 521 522 523 524 528 534 538 539 560                            |                                  | Madrid    |      |
| 08464  | P.º Extremadura - Cuatro Vientos           | 495 511 512 513 514 516 517 518 521 522 523 524 528 534 538 539 551 560 581                | Cuatro Vientos                   | Madrid    |      |
| 893    | Campamento                                 | 39 495 511 512 513 514 516 518 521 522 523 524 528 534 538 539 541 545 546 547 548 551 581 | Campamento                       | Madrid    |      |
| 885    | Surbatán                                   | 36 39 511 512 513 514 516 518 521 522 523 524 528 534 538 539 541 545 546 547 548 551 581  |                                  | Madrid    |      |
| 17051  | Intercambiador de Príncipe Pío (dársena 2) |                                                                                            | Príncipe Pío                     | Madrid    |      |